# 정산도서관
청양군립 정산도서관은 충청남도 청양군 소재의 군립 도서관이다.

## 연혁
- 2011년 5월 26일 개관.

## 이용 안내
이용 시간
- 유아ㆍ아동자료실, 디지털자료실, 일반자료실: 09:00 ~ 18:00
- 자유학습실: 화~금요일(09:00~21:00), 토~일요일(09:00~18:00)

휴관일
- 매주 월요일
- 일요일을 제외한 공휴일(단, 일요일과 다른 공휴일이 겹치는 경우에는 휴관)
- 도서 정리, 도서관 보수, 또는 그 밖의 사유로 군수가 휴관이 필요하다고 인정할 때는 임시휴관 할 수 있음